# Leuchtturm Westerheversand
Der Leuchtturm Westerheversand steht auf einer Warft vor dem Ort Westerhever. Der Leuchtturm ist das Wahrzeichen der Halbinsel Eiderstedt in Schleswig-Holstein.

## Daten
Der Leuchtturm Westerheversand ist ein See-, Quermarken- und Leitfeuer. Die Feuerhöhe beträgt 41 Meter, die Bauwerkshöhe 40 Meter. Die Tragweite des Lichts ist rund 21 Seemeilen (etwa 39 Kilometer). Die indirekte Sichtbarkeit des Lichtscheins beträgt bis über 55 Kilometer. Bei klarer Sicht ist er noch auf Helgoland auszumachen.
Für die Optik wird eine Gürtellinse verwendet, um die zwei Gruppen von je drei senkrechten Blenden kreisen. Die Kennung ist: alle 15 Sekunden drei Unterbrechungen des – je nach Richtung – weißen, roten oder grünen Lichtes durch kurze Dunkelphasen (Ubr.(3) w.r.gn.-15s, international: Oc(3) WRG 15s). Dabei ist 1 Sek. dunkel, 2 Sek. hell, 1 Sek. dunkel, 2 Sek. hell, 1 Sek. dunkel und 8 Sek. hell die Abfolge der Phasen. Die Internationale Ordnungsnummer lautet B 1652.

## Geschichte
Der Turm wurde 1906 auf Westerheversand rund 1000 Meter vor dem Seedeich auf einer vier Meter hoch aufgeschütteten Warft mit Pfahlgründung (127 dicke, lange Eichenpfähle) und Betonsockel errichtet. Montiert wurde der Turm aus 608 miteinander verschraubten, insgesamt 130 Tonnen schweren gusseisernen Platten, sogenannten Tübbings, auf einem gemauerten Sockel. Die Eisenplatten stammten aus der Isselburger Hütte im Münsterland wie auch für die zwei annähernd baugleichen Leuchttürme Pellworm und Hörnum an der Issel. Innerhalb des Turmes befinden sich neun Stockwerke. Auf beiden Seiten des Turms wurden Leuchtturmwärterhäuser errichtet. Zum Leuchtturm führt aus Ost-Nordost seit 1929 der Stockenstieg, der 1981 um einen betonierten Weg aus West-Nordwest ergänzt wurde.
Das Leuchtfeuer wurde am 26. Mai 1908 in Betrieb genommen. Als Lichtquelle diente bis 1974 eine Kohlebogenlampe, die die notwendigen 70 Volt Gleichstrom aus einem von zwei Dieselaggregaten angetriebenen Generator mit Pufferbatterien bezog. Die Brenndauer eines Kohlestabes betrug rund neun Stunden, dann musste dieser erneuert werden. Im Jahr 1951 wurden die Aggregate an das öffentliche Stromnetz angeschlossen. 1975 wurde die Kohlebogenlampe durch eine moderne 2000-Watt-Xenon-Kurzbogenlampe mit einer Lichtstärke von 183.000 Candela ersetzt.
Nachdem jahrzehntelang Leuchtfeuerwärter ihren Dienst auf dem Leuchtturm verrichtet hatten, wird er heute automatisch von Tönning aus überwacht. Der Turm kann seit 2001 besichtigt werden. Der Rückweg ist im Sommer auch über den instand gesetzten historischen Stockenstieg durch die Salzwiesen möglich. Im Jahr 2006 wurde der Leuchtturm innerhalb von drei Monaten neu gestrichen; während dieser Zeit war er verhüllt und für Besucher geschlossen. Im Juli 2007 wurde das hundertjährige Jubiläum der Zündung des Feuers im Turm (verfrüht) gefeiert.

## Naturschutzstation
1977 übernahm die Schutzstation Wattenmeer vom Wasser- und Schifffahrtsamt (WSA) zunächst die Nutzung des nördlichen der beiden Wärterhäuser am Leuchtturm; das südliche Haus war zu diesem Zeitpunkt jahrelang ungenutzt und begann zu verfallen. Das Land Schleswig-Holstein sah Potential für die beiden Häuser, die im Schutzgebiet lagen und erwarb diese, um sie zu sanieren. Eine Betonstraße vom Deich zum Leuchtturm wurde gebaut; diese fällt planmäßig bei Flut zum Teil unter Wasser. 1984 wurde das Nordhaus von der Universität Kiel für Studienseminare und Forschungsprojekte genutzt. Außerdem befanden sich hier jahrelang Zimmer für Zivildienstleistende; 1992 zogen die Zivis ins Südhaus um. Für die Forschung am Ökosystem Wattenmeer, insbesondere für die Vogelforschung, die Vogelberingung und -zählung, die Telemetrie an Seehunden und für Erkundungen zum Bodenleben im Watt erlangte die Naturschutzstation erhebliche Bedeutung. Öffentliche Veranstaltungen wurden ins Leben gerufen; naturkundliche Führungen fanden bald regelmäßig statt. Mit Langeneß gilt Westerhever als Zentrum der Ornithologie; da im Vorland des Leuchtturms ein wichtiges Seevogelbrutgebiet mit zeitweise 60 Paaren des Seeregenpfeifers und Hunderten Küsten-, Fluss- und Zwergseeschwalben war. Heute beherbergen beide ehemaligen Wärterhäuser die Naturschutzstation des Nationalparks Wattenmeer, die von der Naturschutzgesellschaft Schutzstation Wattenmeer betreut wird und Informations- und Anlaufpunkt für Besucher ist. 

## Bilder

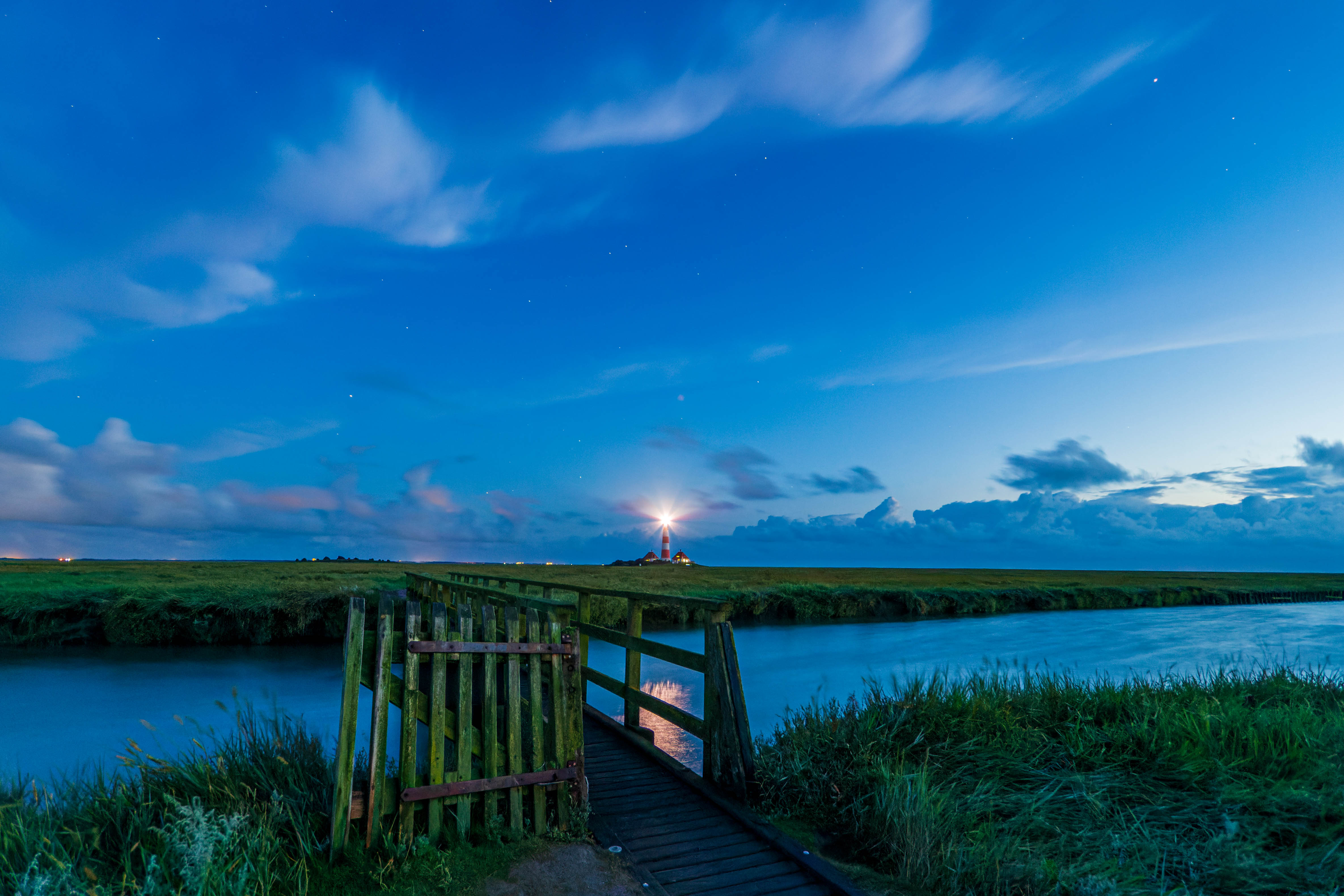
Leuchtturm Westerheversand und Stockenstieg zur blauen Stunde
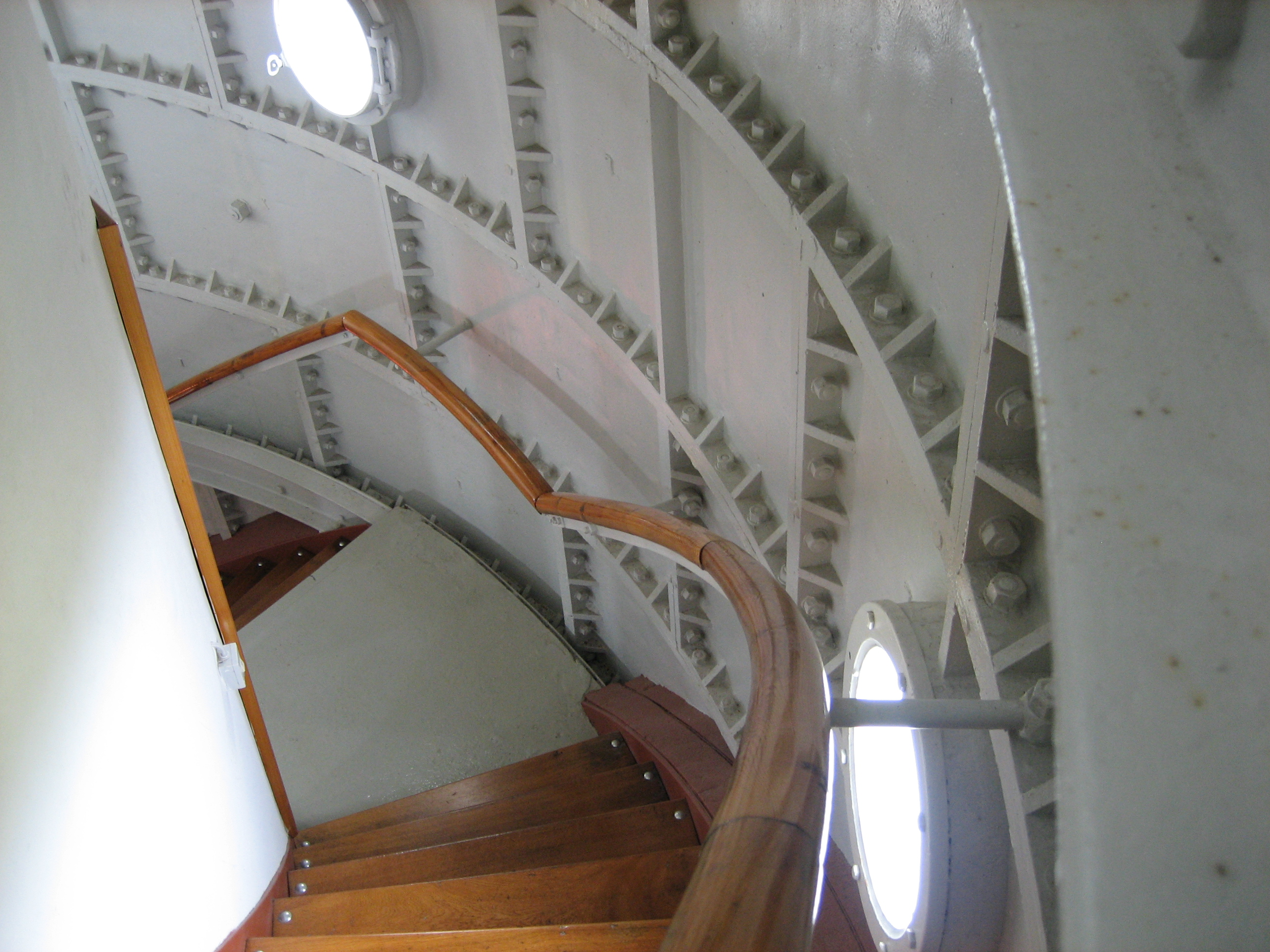
Innenansicht des Leuchtturms Westerheversand. Gut zu erkennen sind die miteinander verschraubten gusseisernen Platten.
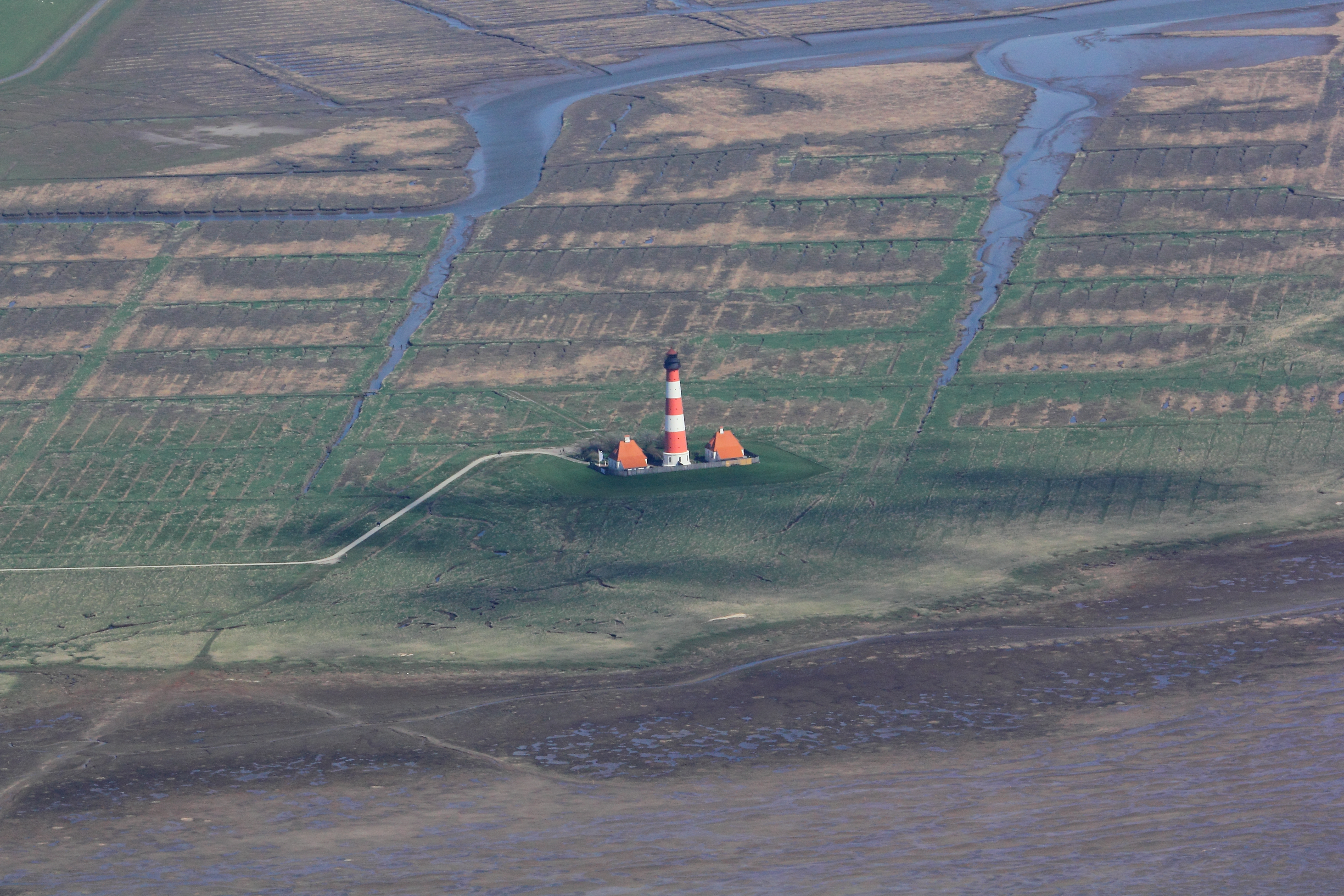
Die Luftaufnahme zeigt die Lage direkt am Rand des Nordseewatts
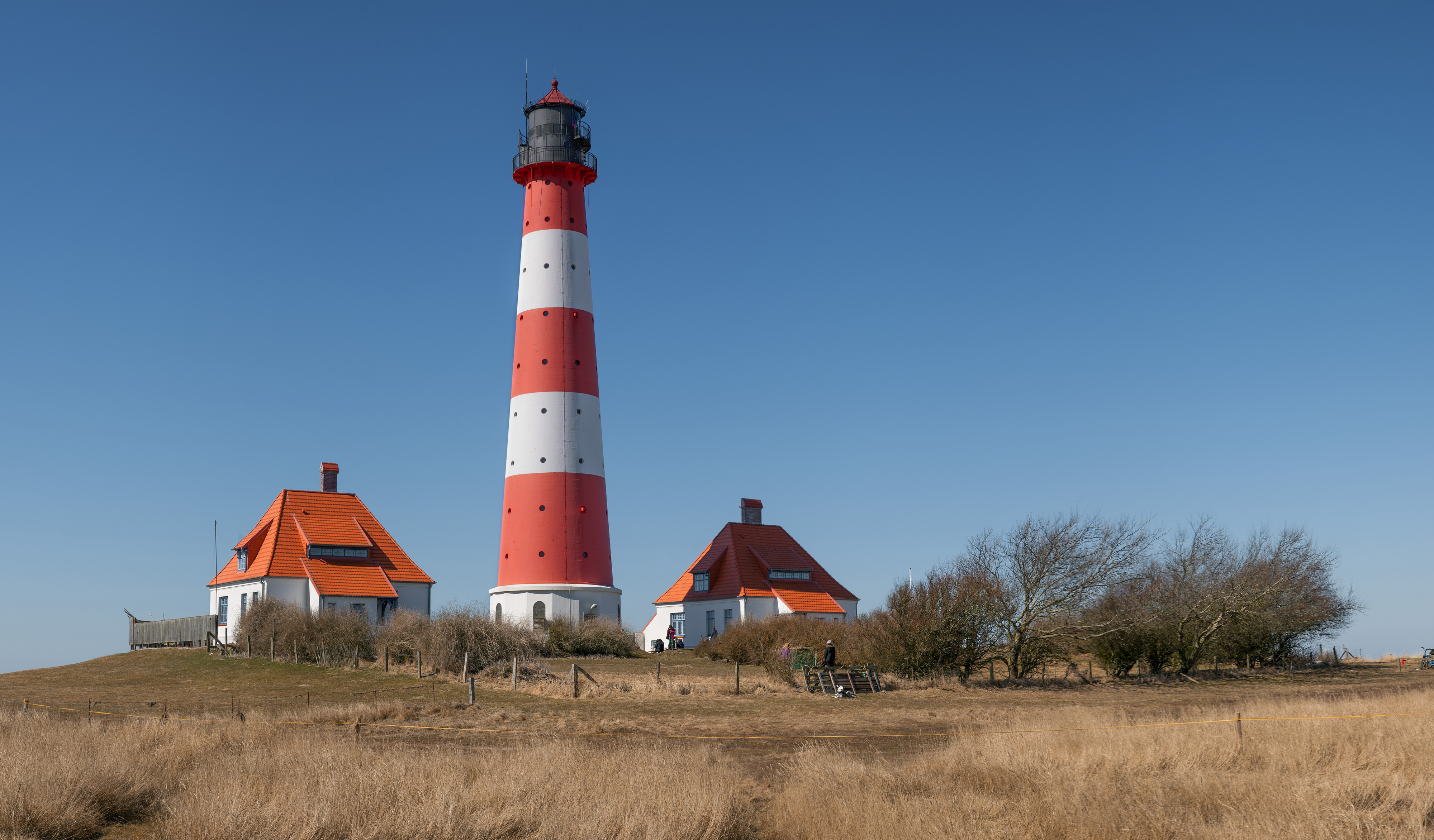
Leuchtturm Westerheversand (Blickrichtung nach Westen)
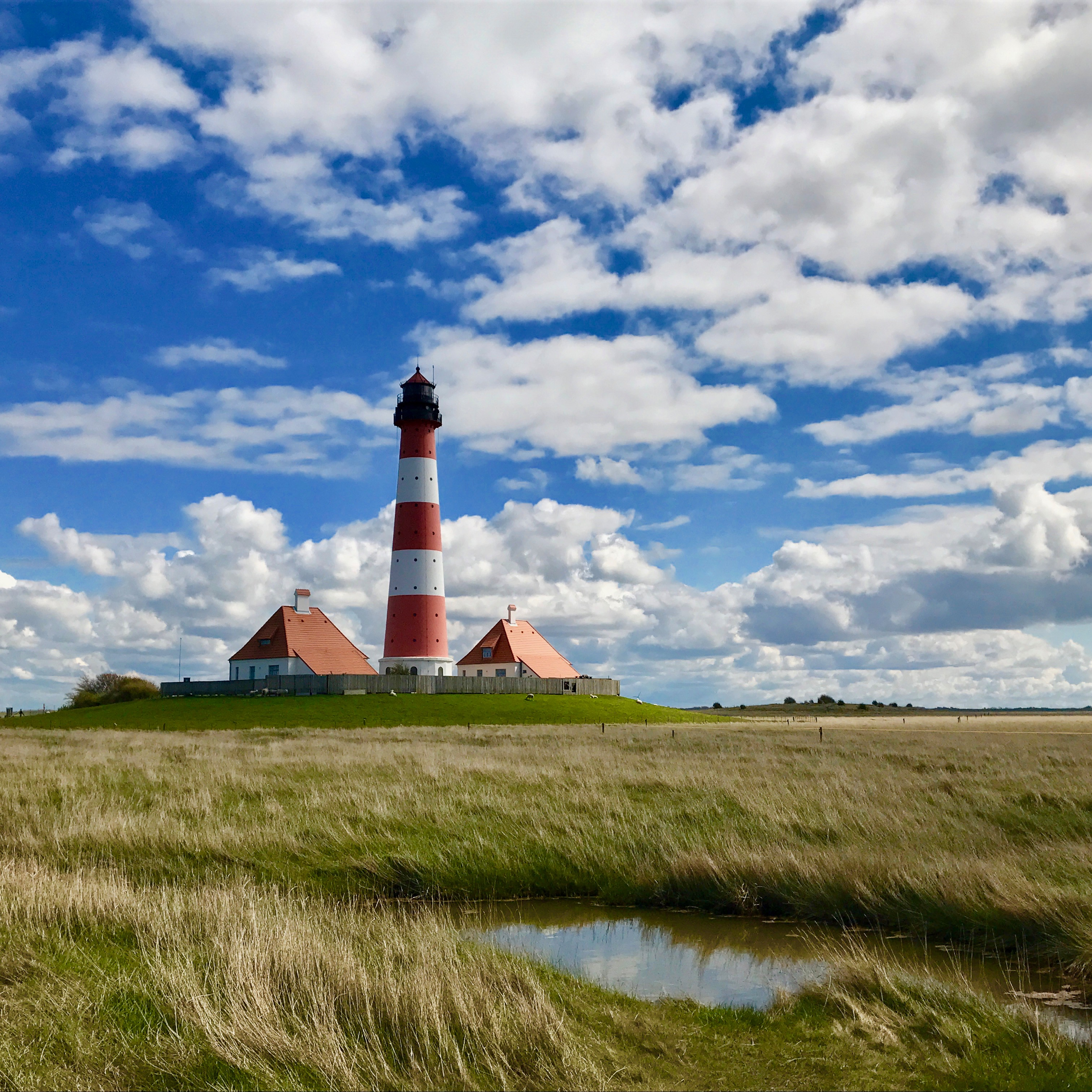
Leuchtturm Westerheversand (Blickrichtung nach Nordosten)

## Der Leuchtturm als Werbemotiv
Der Leuchtturm Westerheversand wurde ab den 1970er-Jahren vom Friesischen Brauhaus zu Jever als Werbemotiv intensiv genutzt. Die Kampagne wurde kritisiert, weil eine niedersächsische Biermarke mit einem nordfriesischen Motiv Werbung machte und es mit dem Werbespruch „Wie das Land, so das Jever.“ verknüpfte.
Auch auf den Konservendosen der „Norda“-Fischkonserven ist der Leuchtturm abgebildet.
Auch auf den Kino-Plakaten zum Film Otto – Der Außerfriesische ist der Leuchtturm zu sehen, obwohl er im Film gar nicht vorkommt und es sich bei dem im Film zu sehenden Leuchtturm um den Pilsumer Leuchtturm handelt.

## Briefmarke
In philatelistischer Würdigung des Turms gab die Deutsche Post AG mit Ausgabetag 7. Juli 2005 ein Postwertzeichen im Wert von 55 Eurocent heraus. Die deutsche Sonderpostwertzeichenserie Leuchttürme (Mi.-Nr. 2474) erscheint seit 2004. Der Entwurf dieser Marke der Briefmarkenserie Leuchttürme stammt, wie alle bisherigen Briefmarken der Serie, vom Grafiker Johannes Graf aus Dortmund nach fotografischer Vorlage vom Wissenschaftsfotograf Reinhard Scheiblich aus Norderstedt. Die Ausgabe erfolgte in einer Auflage von 16 Millionen Stück.

## Modell
Der Leuchtturm und die Wärterhäuser wurden von Kibri als Modell nachgebildet.